# Conservatoire Hoch
Le Conservatoire Hoch est une académie de musique à Francfort-sur-le-Main fondée le 22 septembre 1878, grâce à la générosité d'un marchand de Francfort, Joseph Hoch. Il avait légué, par testament, un million de marks-or pour la création d'un centre musical et artistique destiné à l'instruction gratuite de tous les âges dans toutes les branches de la musique.
Le Conservatoire Hoch a acquis dès ses premières décennies d'existence, une renommée mondiale, grâce à ses professeurs célèbres, tels que Clara Schumann, Engelbert Humperdinck et Joachim Raff. Ceux-ci ont attiré des étudiants talentueux comme Hans Pfitzner, Edward MacDowell, Percy Grainger, Paul Hindemith, Ernst Toch et Otto Klemperer. Dans les années 1890 environ, 25 % des élèves étaient d'autres pays : 46 venaient de l'Angleterre et 23 étaient américains.
Sous la direction de Bernhard Sekles dans les années 1920, le conservatoire était en avance sur son temps : Sekles a initié, en 1928, les premiers cours de jazz dans le monde entier (dirigé par Mátyás Seiber) et en 1931, un département d'éducation musicale élémentaire.
Le Conservatoire est maintenant officiellement reconnu Académie de musique et fonctionne comme un institut de formation traditionnelle sous la tutelle du ministère de la jeunesse et de l'éducation des adultes (ANE). L'éducation comprend les instruments, le ballet, la Musique ancienne, la Musique moderne, la Composition, la théorie de la musique et une formation de musique pour non-professionnels de tous âges.
Le département destiné aux études des musiciens professionnels est sans limite d'âge. Le cursus étant achevé généralement en huit semestres environ, pour l'obtention d'un diplôme d'État de professeur de musique.
Chaque année est publié un document sur les activités de l'institution, les financements, les professeurs et les étudiants ,,.

## Chronologie

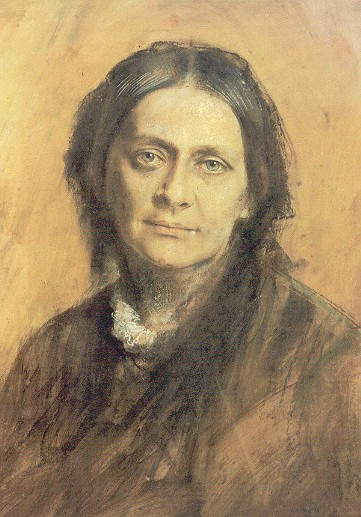
Clara Schumann (1878). Enseigne le piano au conservatoire Hoch de 1878 à 1892.

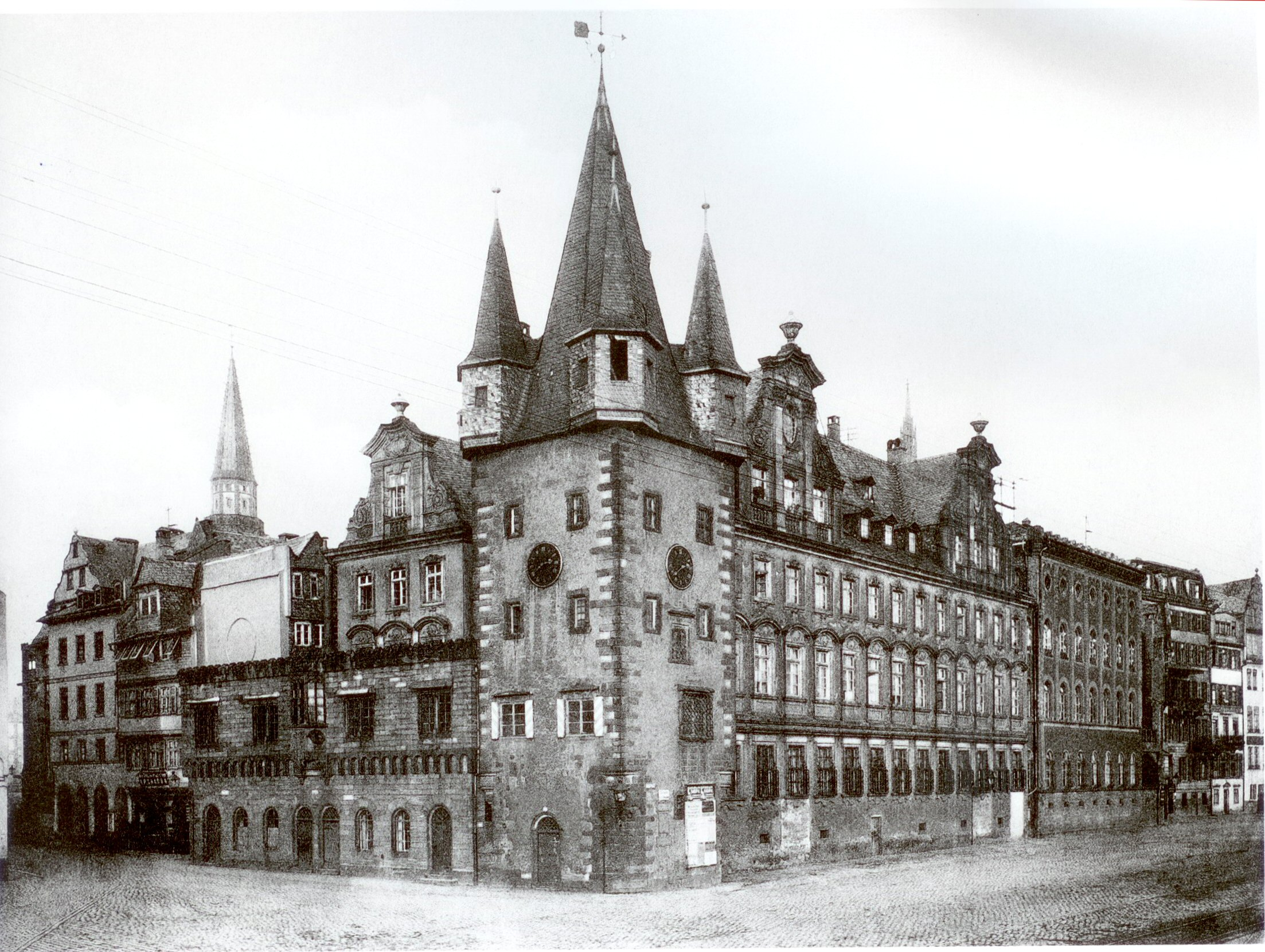
Saalhof en 1900. Bâtiment de l'académie entre 1878 et 1888.

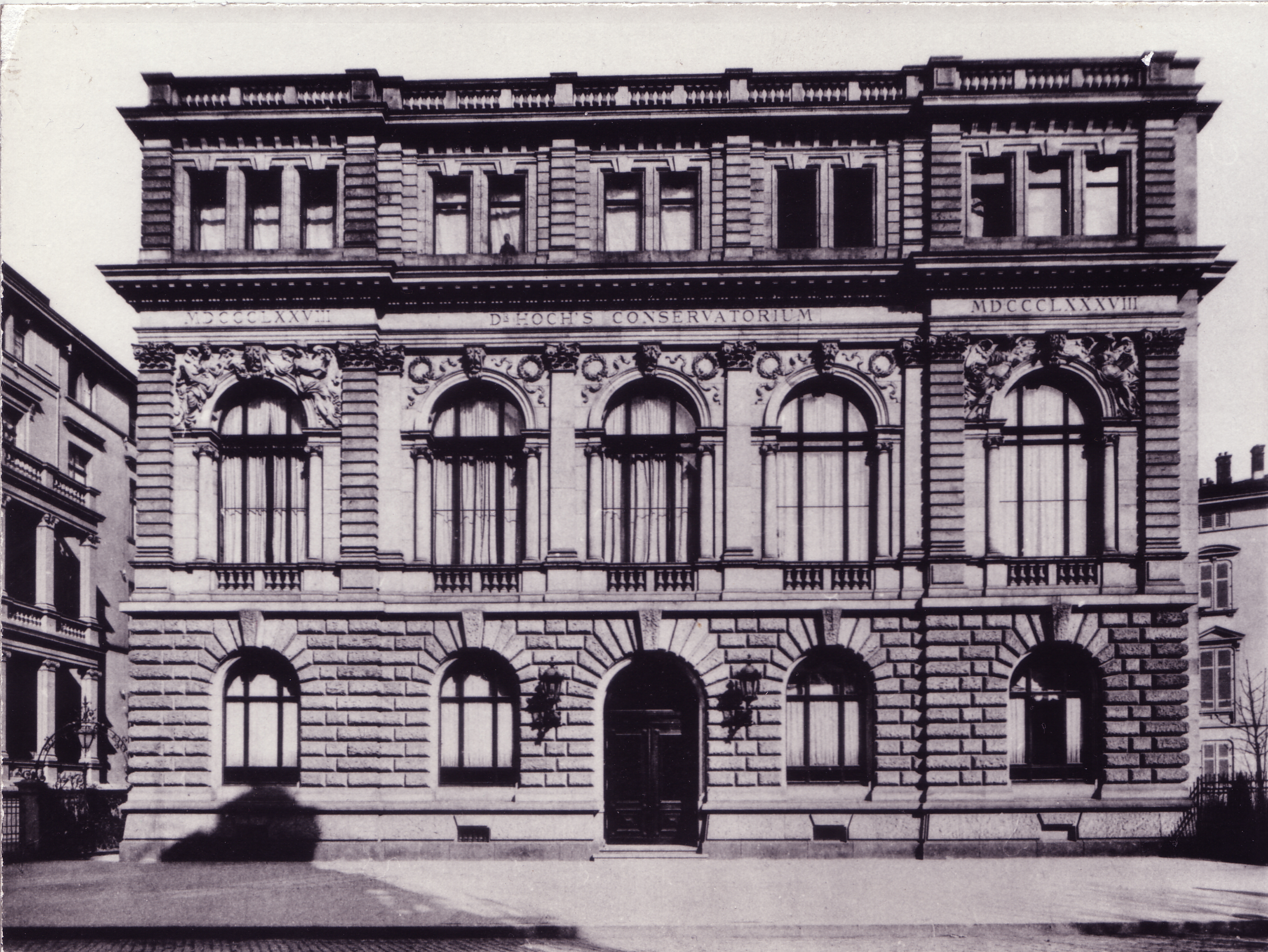
Eschersheimer Landstraße 4. « Dr. Hoch’s Konservatorium » Le conservatoire vers 1900. Bâtiment de l'académie occupé entre 1888 et 1943

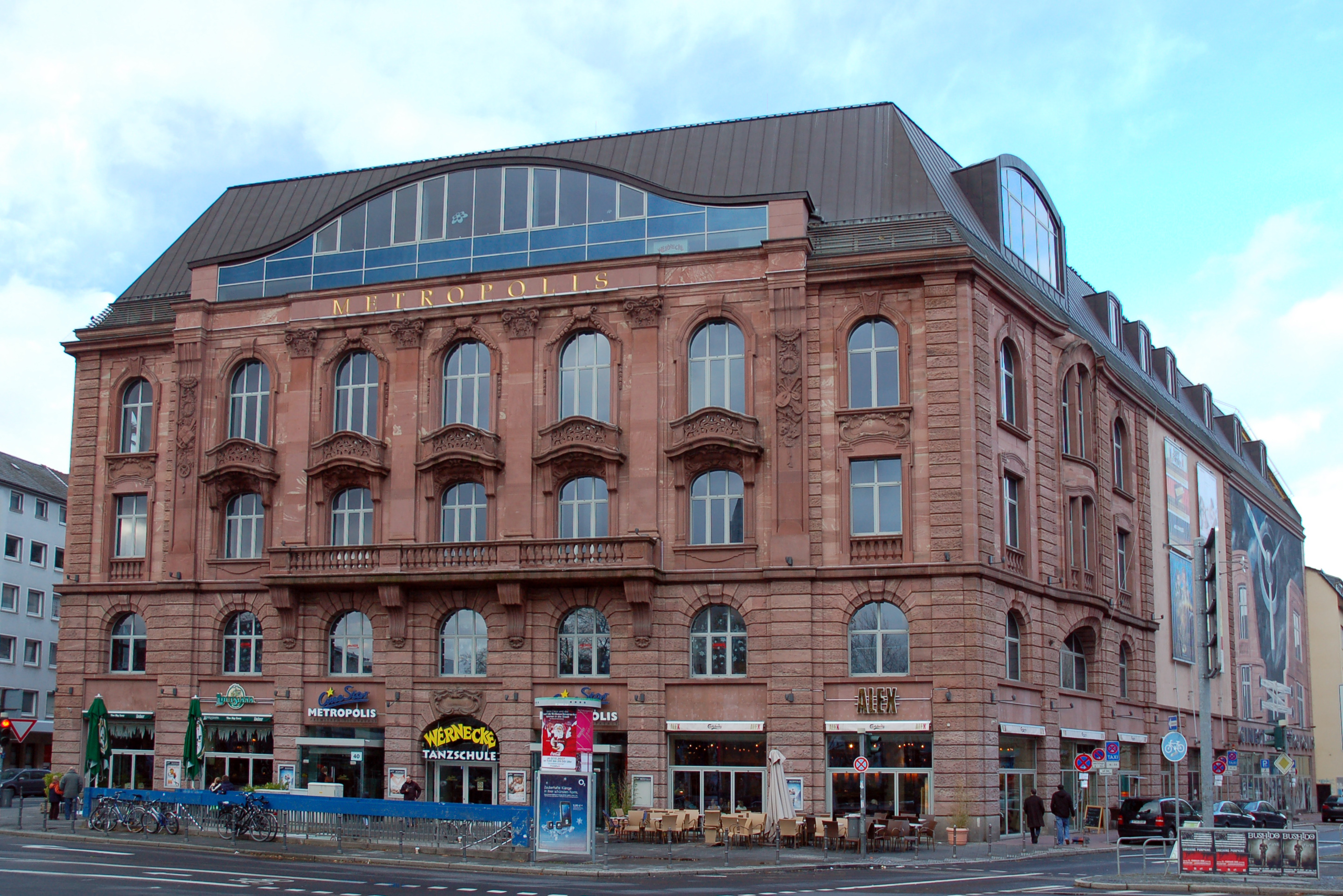
Eschersheimer Landstraße 4. Le Conservatoire Hoch entre 1951 et 1988.

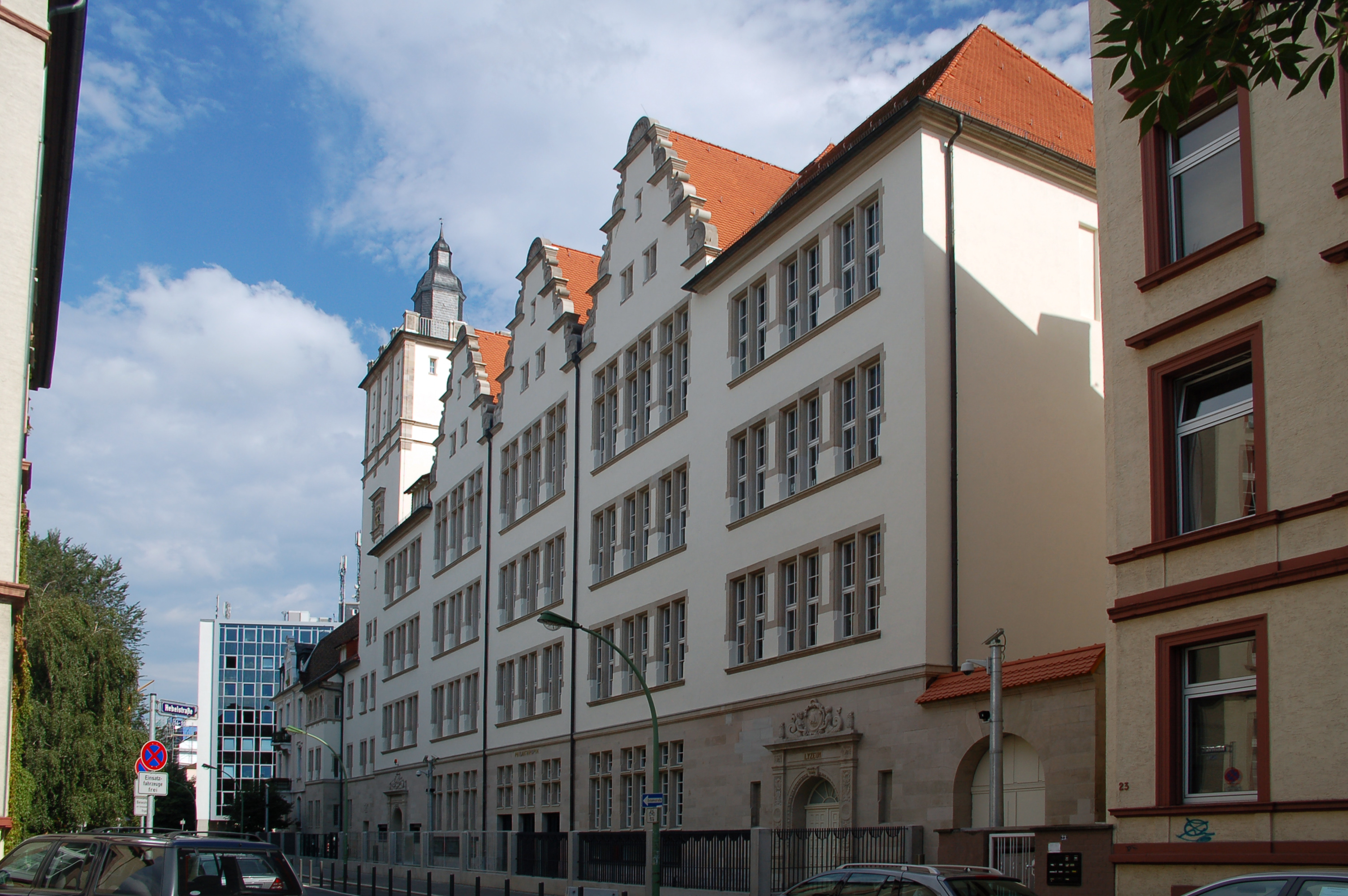
Hebelstrasse 15–19. Site du conservatoire Hoch de 1986 à 2004.

Par Pierre Cahn lors du 125e anniversaire du conservatoire Hoch de Francfort.
- 1857 : Joseph Hoch (1815–1874) fait, le 14 juillet, du Conservatoire l'héritier principal de sa fortune.
- 1874 : Hoch meurt le 19 septembre.
- 1876, 16 mars : confirmation officielle de la fondation par le Land.
- 1877, 16 février : Confirmation du Conseil d'administration par le magistrat de Francfort ; président jusqu'en 1890 : Daniel Heinrich Mumm von Schwarzenstein, maire. 
juin : Joachim Raff est élu premier directeur.
- 1878, 22 septembre : cérémonie d'ouverture dans le Saalhof de Francfort.
20 octobre : cinquantième anniversaire de Clara Schumann.
- 1879, 10 février : premier concert des élèves du conservatoire
- 9 juin : visite de Franz Liszt.
- 1880 : Un différend entre Raff et Julius Stockhausen, pousse ce dernier à la démission le 1er septembre.
- 1882 : Joachim Raff meurt le 24 juin. Son successeur, Bernhard Scholz, est nommé le 11 novembre.
- 1883, 21 janvier : la sécession des adeptes de Raff, mène, en avril, à l'ouverture du Conservatoire Raff.
21 mars : Bernhard Scholz prend le relais en tant que directeur.
- 1884, 1er avril : Julius Stockhausen démissionne pour la deuxième fois.
septembre : ouverture du séminaire (directeur : Iwan Knorr).
- 1886, septembre : ouverture de la pré-école. Hans Pfitzner étudie au Conservatoire Hoch grâce à une bourse, jusqu'en 1890.
- 1888, 29 avril : Inauguration du nouveau bâtiment du Conservatoire, Eschersheimer Landstraße 4.
- 1890 : Theodor Mettenheimer prend la présidence des gouverneurs. Subvention de l'État pour deux bourses. Engelbert Humperdinck commence à enseigner (1890–1897).
- 1892 : Clara Schumann prend sa retraite. Le Conservatoire Hoch prend en charge la formation pour les bourses de la Fondation Mozart (Mozart-Stiftung) de Francfort.
- 1896 : Clara Schumann meurt le 20 mai.
- 1901 : Heinrich Hanau devient président des gouverneurs (jusqu'en 1904).
- 1904 : Emil Sulzbach est président (jusqu'en 1923).
- 1908 : Bernhard Scholz démissionne. Iwan Knorr devient directeur. Ouverture de l'École d'orchestre.
- 1909 : Paul Hindemith reçoit une bourse et est accepté comme étudiant de Rebner.
- 1916, 22 janvier : mort de Iwan Knorrn. En septembre Waldemar von Baussnern prend le relais en tant que directeur.
- 1918 : ouverture du séminaire de l'école de chant[4].
- 1921 : tension entre les gouverneurs et les administrateurs. L'inflation oblige la fondation de demander des subventions de la ville et le Land de Hesse. Les plans pour un Hochschule pour Francfort (Leo Kestenberg).
- 1923, 27 avril : Waldemar von Bausznern se retire. Hermann Scherchen postule au poste de directeur. Démission d'Emil Sulzbach.
- 1924 : Bernhard Sekles est nommé directeur. Ouverture de l'école d'opéra. Oswald Feis est président de la fondation.
- 1926 : ouverture du séminaire pour les professeurs de musique privés.
- 1928 : ouverture des premières classes de jazz académiques sous la direction de Mátyás Seiber.
- 1931 : cours de pédagogie musicale pour enfants.
- 1933, 10 avril : révocation du directeur Bernhard Sekles et tous les enseignants Juifs et étrangers.
Hans Rumpf devient président de la fondation et le directeur Bertil Wetzelsberger.
17 octobre : ouverture de la Hochschule für Musik und Theater der Stadt Frankfurt am Main, sans la permission du ministère de la Culture. Influence croissante de directeur artistique Hans Meißner.
- 1936 : Hermann Reutter devient directeur.
- 1937, 19 octobre : Contrat entre la ville de Francfort et le Conservatoire Hoch sur la création d'une université de musique.
- 1938, 1er avril : ouverture de la Staatliche Hochschule. Le conservatoire est rétrogradé en école.
- 1943, 4 octobre : l'immeuble du Conservatoire, détruit lors d'un raid aérien. L'académie est déplacée dans le Palais Passavant-Gontard'sche.
- 1944, février : Zerstörung des Palais bei einem Bombenangriff der Luftangriffe auf Frankfurt am Main.
- 1947 : réouverture du Département de musique d'Église en avril et le département de musique de l'école à l'automne.
- 1950 : Walther Davisson devient directeur artistique de la Hochschule.
- 1951: reprise de l'enseignement au Conservatoire Hoch dans un bâtiment construit sur les ruines de Eschenheimer Landstr. 4.
- 1954 : un conseil d'administration est installé pour la Hochschule et le Conservatoire.
- 1958 : Philipp Mohler est directeur de l'Université et du Conservatoire Hoch.
- 1967 : le contrat en 1937 est annulé.
- 1971 : la planification de la réunion du Conservatoire et de l'école de musique rencontrent une résistance. Le Conservatoire devient un tremplin entre l'école de musique et Musikhochschule.
- 1973 : Philipp Mohler démissionne comme directeur du Conservatoire Hoch. Klaus Volk devient directeur du Conservatoire unifiée et de l'école de musique.
- 1977 : Klaus Volk démissionne. Hans Dieter Resch recteur Musikhochschule, devient directeur provisoire du Conservatoire, et en 1978, est nommé Alois Kottmann.
- 1979 : Frank Stähle devient directeur. Sous sa direction, le Conservatoire est restructurée et redevient un institut pour la formation des musiciens professionnels.
- 1982 : mise en place d'un séminaire pour la critique musicale et l'interprétation comparative. Chœur et orchestre du Conservatoire ont été recréés. Extension du département de la théorie de la musique.
- 1985 : le ministère de Hesse pour la science et l'art attribue un contrat au Conservatoire de Musique pour la formation des éducateurs et l'examen d'État de professeur de musique.
- 1986 : déménagement au Philanthropin, une ancienne école juive dans le nord de Francfort. Le passage à la Philanthropin se fait par étapes entre 1986 et 1989.
- 1989 : le déménagement vers les bâtiments Philanthropin est terminé. Les cérémonies d'ouverture sur 9 février. Jutta Ebeling remplace Bernhard Mihm en tant que président de la fondation.
- 1995 : Un contrat entre Conservatoire et la Musikhochschule a été confirmée par le ministère de la Science et de l'Art. Cet accord permet aux élèves du Conservatoire l'accès au diplôme.
- 2002 : le Conservatoire Hoch reçoit le statut d'Académie de Musique.
- 2003 : nouveau contrat avec l'université, élargie à toute la Hesse. Le Conservatoire Hoch célèbre son 125e anniversaire. Cérémonie le 21 septembre.
- 2005 : déplacement du Conservatoire dans le centre de formation nouvellement créé à Ostend (BZO).
- 2007 : départ de Frank Stähle. Werner Wilde est directeur par intérim pendant un an
- 2008 : Mario Liepe est nommé directeur.

## Administration
- 1878–1882 : Joseph Joachim Raff
- 1883–1908 : Bernhard Scholz
- 1908–1916 : Iwan Knorr

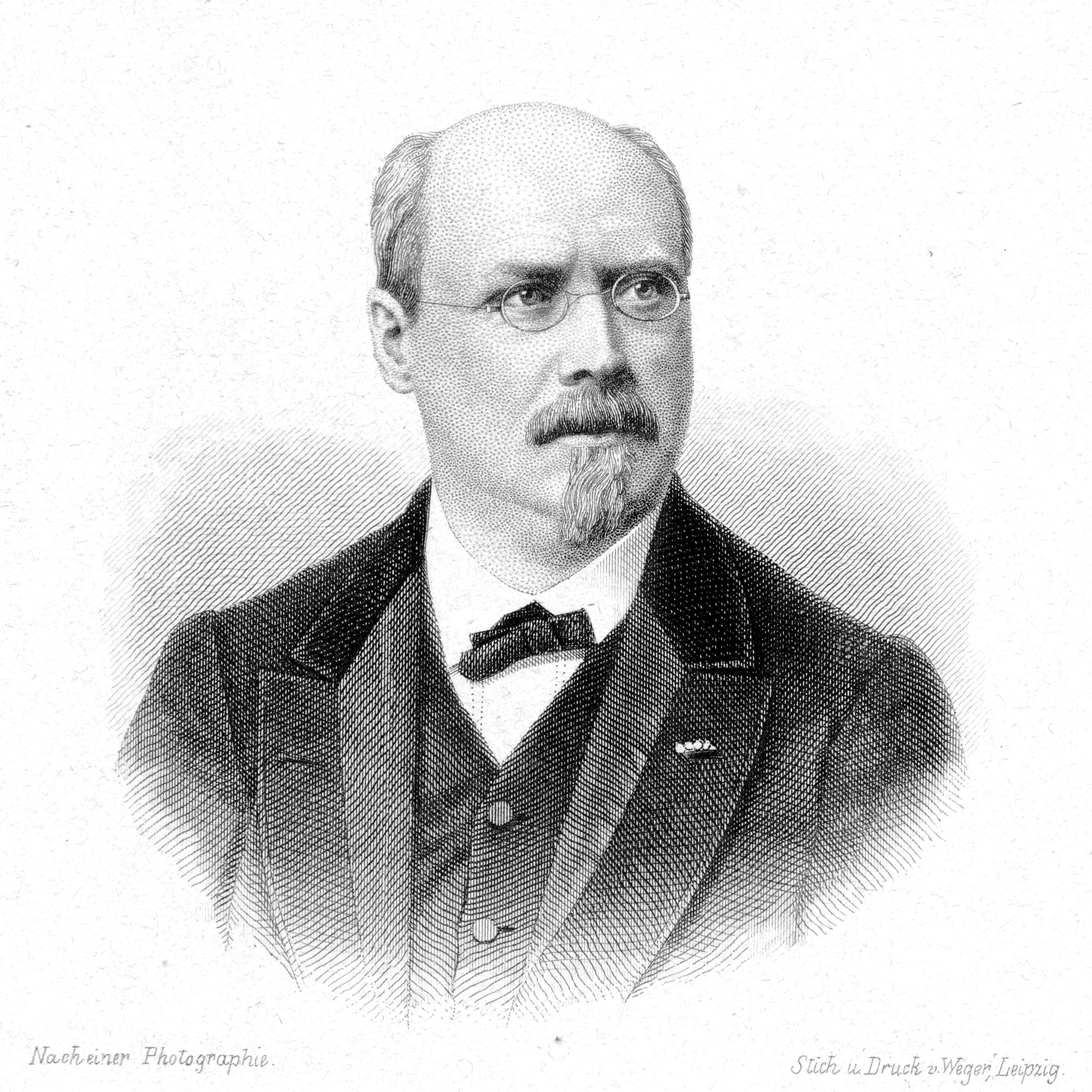
Joachim Raff, le premier directeur (gravure de 1878).

- 1916–1923 : Waldemar von Baußnern (auch: von Bausznern)
- 1924–1933 : Bernhard Sekles
- 1933–1936 : Bertil Wetzelsberger
- 1936–1944 : Hermann Reutter
- 1950–1954 : Walther Davisson – directeur artistique
- 1954–1958 : Helmut Walcha, Erich Flinsch, Gustav Lenzewski – conseil d'administration
- 1958–1973 : Philipp Mohler
- 1973–1977 : Klaus Volk
- 1977–1979 : Hans Dieter Resch, Alois Kottmann – directeur par intérim
- 1979-2007 : Frank Stähle
- 2007-2008 : Werner Wilde – directeur par intérim
- 2008-2018 : Mario Liepe
- 2018-2022 : Christian Heynisch, Caroline Prassel, Karin Franke-André (directorat)
- depuis 2022 : Fabian Rieser, Caroline Prassel, Karin Franke-André (directorat)

## Professeurs connus

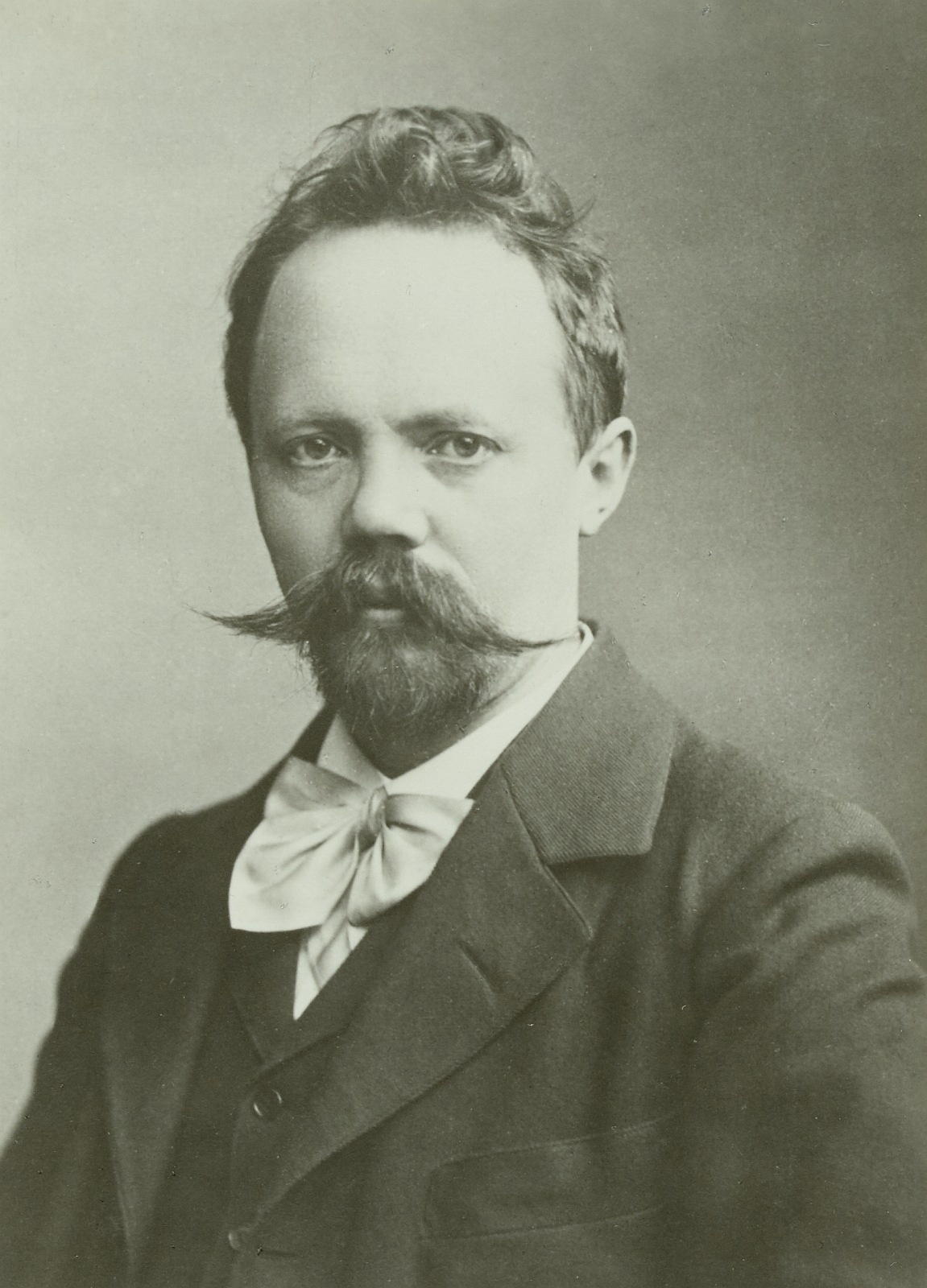
Engelbert Humperdinck compositeur de Hänsel und Gretel à Francfort vers 1891.

- 1878–1880 et 1883–1884 : Julius Stockhausen
- 1878–1883 : Anton Urspruch
- 1878–1882 : Joachim Raff – directeur du conservatoire
- 1878–1892 : Clara Schumann
- 1878–1880 : Carl Heymann
- 1878–1904 : Hugo Heermann
- 1878–1910 : Bernhard Cossmann (de)
- 1882–1907 : Lazzaro Uzielli (de)
- 1883–1908 : Iwan Knorr – théorie et composition, ainsi que directeur du conservatoire.
- 1883–1902 : James Kwast – piano (Frankfurter Trio)
- 1884–1923 : Ernst Engesser
- 1890–1897 : Engelbert Humperdinck
- 1893–1904 : Carl Friedberg (de)
- 1894–1906 : Hugo Becker – violoncelle
- 1895–1897 : Marie Schröder-Hanfstängl
- 1896–1933 : Bernhard Sekles – directeur du conservatoire
- 1899–1912 : Johannes Hegar (de) – violoncelle (Frankfurter Trio)
- 1904–1908 : Hermann Zilcher
- 1904–1907 et 1908–1933 : Adolf Rebner (ou Adolph) – Violon (Frankfurter Trio)
- 1905–1906 : Johannes Messchaert
- 1906–1933 : Alfred Auerbach (de)
- 1908–1916 et 1929–1942 : Alfred Hoehn (de)
- 1912 : Arnold Mendelssohn
- 1912–1917 : Margarete Dessoff
- 1926–1928 : Hermine Bosetti
- 1926–1932 : Ludwig Rottenberg
- 1928–1933 : Mátyás Seiber – chef de la classe de Jazz - les premières de jazz au monde
- 1930–1933 : Herbert Graf – opéra
- 1933–1938 : Helmut Walcha
- 1933–1942 : Kurt Hessenberg
- 1933–1945 : Gerhard Frommel
- 1936–1940 : Anton Biersack (de)
- 1951–1972 : Alexander Molzahn (de)
- 1954–1974 : Peter Cahn (de)
- 1976– : Albert Mangelsdorff – Improvisation et Jazz
- 1985–1996 : Richard Rudolf Klein

## Étudiants connus
- 1879–1882 : Edward MacDowell
- 1883–1891 : Alfred Hertz (de)
- 1891–1898 : Frieda Hodapp
- 1886–1890 : Hans Pfitzner

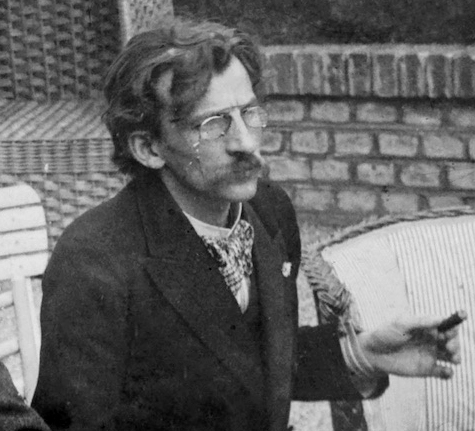
Hans Pfitzner étudie le piano et la composition au conservatoire.

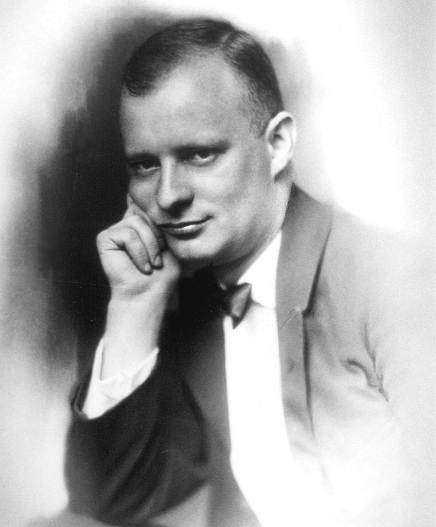
Paul Hindemith à 28 ans (1923). Hindemith a étudié le violon et la composition au conservatoire.

- 1891–1893 et 1896–1899 : Cyril Scott (Groupe de Francfort)
- 1893–1895 : Margarete Dessoff
- 1893–1897 : Norman O'Neill (Groupe de Francfort)
- 1894–1896 : Balfour Gardiner (Groupe de Francfort)
- 1894–1901 : Walter Braunfels
- 1895–1900 : Percy Grainger (Groupe de Francfort)
- 1895–1903 : Johanna Senfter
- 1895–1898 : Hans Jelmoli (de)
- 1897–1901 : Roger Quilter (Groupe de Francfort) (Quilter n'a étudié que quatre semestres)
- 1898–1903 : Boris Hambourg (de) (violoncelle), frère de Mark Hambourg
- 1900–1901 : Ernest Bloch
- 1901–1902 : Otto Klemperer
- 1904–1907 : Hans Gebhard-Elsaß (de)
- 1904–1908 : Frederick Septimus Kelly
- 1908–1910 : Richard Tauber
- 1909–1917 : Paul Hindemith
- 1909–1913 : Ernst Toch
- 1913–1916 et 1918–1920 : Ottmar Gerster
- 1914–1919 : Hans Simon (de)
- ca. 1915 : Hans Rosbaud
- 1917–1931 : Kurt Hessenberg
- 1918–1921 : Alfred Huth (de)
- 1924–1927 : Alexander Schneider
- ca. 1920–1930 : Beatrice Sutter-Kottlar
- 1932–1936 : Anton Biersack (de)
- 1975–1984 (?) : Moritz Eggert

## Autres enseignants
- Franz Magnus Böhme
- Alois Kottmann
- Ferdinand Küchler
- Claus Kühnl
- Alma Moodie
- Ludwig Rottenberg
- Gerhard Schedl
- Wolf-Eberhard von Lewinski

## Autres étudiants
- Vladimír Ambros (de)
- Erich Bender (de)
- Carlo Bohländer
- Franz Magnus Böhme
- Leonard Borwick
- Catherine Carswell (de)
- Agnes Fink
- Ernst Fischer (compositeur)

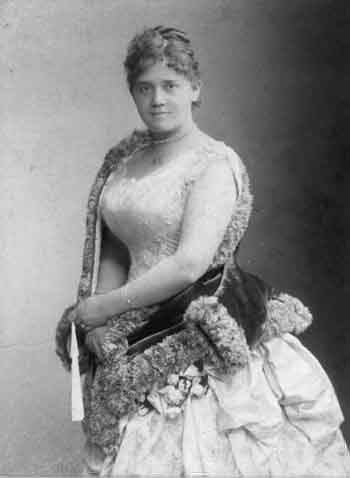
Hermine Spies (1892) travaille sa voix avec le baryton Julius Stockhausen.

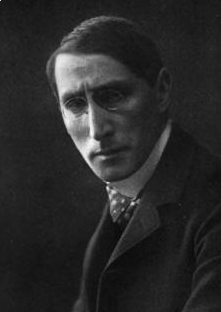
Le chef d'orchestre Oskar Fried, étudiant de 1891–1892, avec Iwan Knorr.

- Clemens von Franckenstein (de)
- Oskar Fried
- Else Gentner-Fischer (de)
- Frank Gerhardt (de)
- Konrad Georg
- Heinz Gietz
- Eugen Henkel (de)
- Daniel Hensel (de)
- Herbert Hess (de)
- Herbie Hess (de)
- Robin Hoffmann (de)
- Alfred Hollins (de)
- Erich Itor Kahn (de)
- Alice Kaluza (de)
- Hans Klotz (de)
- Christof Lauer (de)
- Tiana Lemnitz
- Uli Lenz (de)
- Emil Mangelsdorff
- Annette Marquard (de)
- Heinz Moog
- Sibylle Nicolai (de)
- Jean Wilhelm Pfendt (de)
- Walter Rehberg (de)
- Max Rudolf
- Tom Schlüter (de)
- Erich Schmid (compositeur)
- Dietrich Schulz-Köhn
- Johanna Senfter
- Hermine Spies (de)
- Rudi Stephan
- Richard Trunk (de)
- Hans-Jürgen von Bose
- Hermann Hans Wetzler (chef d'orchestre et compositeur)
- Torsten de Winkel (de)

## Enseignants et étudiants cités
- Adorno Leçons privées avec Bernhard Sekles (composition) et Edward Jung (piano).
- Hans von Bülow Enseigne au Conservatoire Raff de Francfort.